# Per Licofrone
Per Licofrone o, nella forma estesa, Difesa per Licofrone, talvolta detta anche Licofronea, è un'orazione di Iperide pronunciata ad Atene davanti all'eliea presieduta dai Tesmoteti in un anno discusso degli anni 340 a.C.
Dato che l'orazione è frammentaria, da essa non si può appieno comprendere qual era la controversia per la quale era stata composta.
Gli studiosi però sono riusciti a ricostruire la vicenda, che si presentava in questi termini: un cittadino del demo di Flia aveva sposato una donna, ma, essendo gravemente malato, poco tempo dopo era morto. Nel testamento lasciava come erede il figlio che sarebbe nato (dato che la moglie, al momento della sua morte, era incinta), posto sotto la tutela dell'amico Eufemo, o, nel caso fosse morto, i parenti acquisiti. I parenti più vicini, diseredati in ogni caso, volevano impugnare il testamento, ma inizialmente i parenti acquisiti si opposero, probabilmente sperando che il bambino morisse. Dopodiché, vedendo che cresceva sano, tutti i parenti si unirono nell'eisangelia contro Licofrone, accusato di essere il vero padre del bambino; se l'accusa di adulterio fosse risultata vera, il patrimonio del defunto sarebbe stato ereditato dai parenti.

## Scoperta del papiro
La versione frammentaria oggi conosciuta dell'orazione per Licofrone fu scoperta in un papiro ritrovato da tombaroli arabi in un sarcofago di legno a Sheikh Abd El-Qurna, in Egitto; la prima parte di questo papiro fu da loro venduta a un mercante italiano di nome Castellari, che nella primavera del 1847 a Tebe la rivendette all'inglese Anthony Charles Harris, mentre la seconda parte era stata venduta all'inglese Joseph Arden nel gennaio del 1847. Questo rotolo (ricostruito dai papiri Harris e Arden), che probabilmente risale alla seconda metà del I secolo d.C. ed è oggi conservato al British Museum (P. Lond. Lit. 132), coi numeri d'inventario 108 (Harris) e 115 (Arden), è il più lungo papiro greco mai ritrovato (circa 3,5 m), contiene pochi errori ed è vergato con una scrittura elegante e chiara.
L'orazione Per Licofrone è stata ricostruita mettendo insieme i due papiri: in quello di Harris si trovavano numerosi frammenti dell'inizio, mentre in quello di Arden il resto della parte attualmente nota.
Il contenuto del papiro riassemblato fu pubblicato per la prima volta nel 1853 da Churchill Babington; questa editio princeps fu seguita nello stesso anno da quella di Friedrich Wilhelm Schneidewin.
L'orazione, che presenta numerose interpolazioni, risulta molto frammentaria nella prima parte, mentre il resto è sostanzialmente integro.

## Datazione
La prima ipotesi sulla datazione dell'orazione fu formulata da Hermann Hager e si basa sull'affermazione di Iperide che l'eisangelia era priva di rischi per l'accusatore; dato che Demostene sembra affermare che nel 338 a.C. questo privilegio non esistesse più, la datazione deve essere anteriore al 338. Inoltre, aggiungendo il fatto che secondo Iperide Dioxippo era l'uomo più forte della Grecia e che nel 326 a.C. aveva vinto con una clava uno degli eteri di Alessandro Magno armato di tutto punto, Corrago, si può pensare che la data non debba essere molto anteriore al 338, altrimenti Dioxippo sarebbe davvero fuori dalla norma.
La seconda ipotesi deriva dalla scoperta di un papiro di Ossirinco che afferma che poco prima delle nozze della sorella Dioxippo riportò una palma ad Olimpia: dato che questa vittoria è quasi certamente del 336 a.C. e che Licofrone trascorse a Lemno circa tre anni, risulta la data del 330 a.C. Questa conclusione però contraddice Demostene.
Siccome non ci sono altri indizi utili per stabilire se Demostene si sia sbagliato o meno, la datazione rimane incerta.

## Il processo
Al processo per eisangelia contro Licofrone parlò per primo l'accusatore Aristone, seguito da Licofrone, che pronunciò quest'orazione; per l'accusa parlò anche Licurgo (che aveva pronunciato anche il discorso davanti all'ecclesia; di questi due discorsi restano tre frammenti), mentre per la difesa prese la parola un tale Teofilo. Oltre all'orazione di Iperide, è sopravvissuto un altro discorso relativo a questo processo: ritrovato tra i papiri di Ossirinco, questo discorso è stato attribuito ad Iperide stesso oppure al succitato Teofilo.
Il processo, per il prestigio dell'accusato Licofrone, la partecipazione di oratori famosi come Iperide e Licurgo e il piccante argomento della disputa, probabilmente appassionò molto gli Ateniesi.
Ciononostante, il suo esito ci è ignoto.

## Contenuto

### Prima orazione
L'esordio, diviso in tre frammenti, è costituito da un'invocazione ai giudici a rispettare la legge e il giuramento eliastico, ascoltando quindi sia gli accusatori sia gli accusati, senza fare obiezioni nel caso, durante la sua orazione, tratti argomenti estranei al merito dell'accusa, dato che agli accusatori hanno permesso di farlo.
Tra il terzo e il quarto frammento si può inserire un frammento conservato da Giulio Polluce ("consegna per tradimento di arsenali o incendio di archivi o occupazione dell'acropoli", cioè una lista di reati per i quali si può intentare un'eisangelia), dal quale si deduce che Iperide aveva criticato l'uso dell'eisangelia, ritenendo che la legge eisangeltica non prevedesse l'adulterio tra i reati per cui era possibile far uso di questa procedura. Si può inoltre notare come Polluce e Frinico facessero notare come il termine usato per "incendio", ἐμπυρισμός, fosse un termine non puramente attico, a differenza del classico ἐμπρησμός.
Nel quarto frammento Iperide ragiona sul fatto che, se al bambino fosse successo qualcosa, i parenti si appellerebbero al testamento, mentre adesso tentano di far dichiarare il bambino illegittimo solo per appropriarsi del patrimonio del defunto. Dopo alcuni pezzi di frase il cui senso non è ricavabile, termina la parte ricavata dal papiro di Harris. La lacuna tra i due papiri è molto estesa.
La parte successiva, presa dal papiro di Arden, è sostanzialmente integra.
Per cominciare, Iperide parla dell'accusatore Aristone e del suo amico Teomnesto, uno dei parenti acquisiti che avevano incitato Aristone ad intentare il processo. Teomnesto impiegava gli schiavi di Aristone e quest'ultimo, aggirandosi per la città, intimava accuse a tutti e denunciava chi non lo pagava, mentre gli altri li lasciava andare e passava il denaro a Teomnesto; Teomnesto quindi usava il denaro per comprare altri schiavi e dava ad Aristone un obolo al giorno per ogni schiavo, in modo da permettergli di continuare l'attività di sicofante.
Dopodiché, Iperide passa a confutare l'accusa mossagli, accusa che gli era stata comunicata dai suoi parenti per lettera: Licurgo affermava di aver sentito dai parenti della sposa che, quando lei si era risposata con Carippo, Licofrone le si era avvicinato e le aveva raccomandato di mantenere la sua promessa di non aver rapporti con Carippo. Iperide risponde all'accusa affermando che se il fatto è vero, si riconosce colpevole anche delle altre accuse menzionate nell'eisangelia, e subito aggiunge che tutti possono facilmente vedere che il fatto è falso: nel corteo nuziale c'erano il mulattiere, il capo del corteo, i ragazzi che scortavano la sposa e Dioxippo, che accompagnava la sorella in qualità di parente più stretto, quindi sarebbe stata una follia parlare in quel modo ad una donna libera con tante persone che potevano sentire e, soprattutto, davanti a Dioxippo e al suo allenatore Eufreo, considerati da tutti gli uomini più forti della Grecia, correndo il concreto rischio di essere strangolato all'istante (per un fratello sarebbe stata una reazione normale in una situazione del genere).
Iperide prosegue elencando i notevoli vantaggi che ha l'accusatore in un processo per eisangelia (si tratta di luoghi comuni usati anche dagli altri oratori attici; per quanto ben maneggiati, sembrano indicare penuria di argomenti migliori). Gli accusatori sono liberi di dire ciò che vogliono senza correre rischi, mentre gli imputati si impauriscono e scordano molti fatti, anche se sono a loro favore. Gli accusatori, inoltre, parlano per primi, e non si limitano all'accusa principale ma aggiungono anche molte altre calunnie infondate per sviare gli accusati dalla loro linea di difesa. Inoltre gli accusatori screditano in anticipo i sinegori degli accusati, come ha fatto anche Aristone, ma è ingiusto che non si possa essere aiutati dai propri parenti e amici se si è sprovvisti della dote di parlar bene. Aristone inoltre ha tentato di convincere i giudici ad ascoltare la difesa solo su certi punti e non su altri, ma lo fa perché sa bene che si possono smentire le sue calunnie.
Iperide insiste nuovamente sull'illegalità dell'eisangelia, già sottolineata nel frammento di Polluce. Aristone, che accusa Licofrone di minare il regime democratico, sta lui stesso violando le leggi utilizzando per un'accusa di adulterio un'eisangelia invece di una graphe moicheias: l'eisangelia infatti gli garantisce l'impunità in caso di sconfitta e gli permette di usare frasi tragiche contro Licofrone, come quella in cui lo accusava di costringere molte donne a invecchiare nella loro casa senza marito e molte altre a rassegnarsi ad unioni indegne di loro e illegittime. Quest'accusa secondo Iperide è infondata, dato che Aristone non può citare alcuna donna che avesse subito una tale sorte e, quanto alla vedova oggetto della disputa, non era mica rimasta senza marito, ma s'era subito risposata con Carippo.
Nell'epilogo Iperide esorta i giudici a non affidarsi alle calunnie di Aristone, ma piuttosto all'esame della vita di Licofrone, dato che il passato è il testimone più attendibile dell'indole di un uomo: l'adulterio è un'abitudine che un uomo non può contrarre dopo i cinquant'anni, quindi, dato che Licofrone in passato non aveva mai subito accuse del genere, questa è presumibilmente falsa. A questo punto Licofrone passa ad esporre la sua vita: abitò sempre ad Atene senza aver mai subito alcuna imputazione né aver mosso accuse ad alcun cittadino, si dedicò all'allevamento di cavalli e fu insignito di varie corone per i suoi meriti; in seguito fu nominato filarca, poi ipparco a Lemno, dove comandò per due anni, unico tra tutti gli ipparchi fino a quel momento, e decise di restare sull'isola per un terzo anno per non dover pretendere la paga per i suoi cavalieri da dei cleruchi che avevano pochi soldi. Neanche a Lemno Licofrone ricevette alcuna accusa, anzi fu insignito di tre corone dagli abitanti di Efestia e di altre tre da quelli di Mirina.
Concludendo, Iperide prega i giudici di ascoltare con animo benigno anche i sinegori favorevoli a Licofrone, dato che Aristone ha fatto appello a dei sinegori contro di lui; ricorda infatti che Licofrone è un privato, perciò non ha pratica nel parlare, e che in questo processo corre il rischio "non solo di essere condannato a morte - cosa, questa, di minima importanza, per chi sappia ben valutare - ma di essere gettato fuori dai confini e, dopo morto, di non aver neppure sepoltura in patria".

### Seconda orazione
La seconda orazione, pronunciata da Teofilo e restituita dai papiri di Ossirinco, è conservata in piccolissima parte. Solo tre frammenti conservano un senso compiuto (I, V e XIII). In quest'orazione si ammette che Licofrone fosse in relazione con la donna, ma impronta la difesa sul fatto che Licofrone non s'era servito di mezzi criminosi per raggiungere questo scopo, dato che aveva libero accesso alla casa perché nessuno glielo impediva.
Nel primo frammento l'oratore esclude che Licofrone abbia fatto un buco nel muro (i muri ancora nel IV secolo a.C. erano spesso in fango o in materiali fragili) per avere relazione con la donna. Inoltre sarebbe anche stato impossibile che le serve della donna nascondessero i messaggi da lei a lui o da lui a lei, dato che queste, vedendo il marito malato, avrebbero potuto temere di subire le conseguenze di uno sgarbo alla donna quando lei sarebbe divenuta la loro padrona. Quindi Licofrone non aveva fatto né buchi nel muro, né aveva avuto discussioni colle serve, dato che queste, nel loro interesse per i motivi di cui sopra, avrebbero certamente cercato di evitarle.
Nel quinto frammento l'oratore, dopo aver evidentemente confutato gli argomenti di Aristone, fa notare che le uniche sue prove sono in realtà le testimonianze dei parenti acquisiti, Anescheto, Teomnesto (di cui sopra) e Critone.
Nel tredicesimo frammento si dice che Dioxippo, quando doveva dare in sposa la sorella a Carippo, partì per Olimpia, dove si preparava a vincere una corona per la sua città, mentre nel frattempo Licofrone inviava lettere alla donna per dirle qualcosa; qui il papiro si interrompe. La frase è una subordinata, non si sa con che valore perché la reggente è perduta.

## Stile
Secondo Mario Marzi, curatore della prima edizione integrale italiana delle orazioni di Iperide, l'orazione, pur essendo fortemente incompleta, mostra tutte le qualità di Iperide, cioè la sua "chiarezza elegante", la sua "garbata ironia" e la sua "abilità etopeica"; dato che, però, Licofrone era manifestamente colpevole, Iperide "fu costretto a ripiegare sulla reticenza e a valersi copiosamente dei riempitivi avvocateschi".

## Edizioni italiane
- Oratori attici minori, I: Iperide, Eschine, Licurgo, a cura di Mario Marzi, Pietro Leone, Enrica Malcovati, Torino, UTET, 1977.